# Rayside-Balfour
Rayside-Balfour var mellan 1973 och 2000 en kommun (town) i Kanada, sedan dess ingående i Greater Sudbury. Den låg i provinsen Ontario, i den sydöstra delen av landet, 400 km väster om huvudstaden Ottawa. Antalet invånare var 15 046 när kommunen upphörde. De största orterna i området är Chelmsford och Azilda.